# Вестерман, Ярно
Ярно Вестерман (нидерл. Jarno Westerman; род. 8 июня 2002, Дедемсварт, Оверэйссел) — нидерландский футболист, нападающий любительского клуба ДВС '33.

## Клубная карьера
Вестерман — воспитанник клуба ПЕК Зволле. 2 августа 2019 года в матче против «Виллем II» он дебютировал в Эредивизи.
В июне 2022 года подписал контракт с клубом «Эйсселмервогелс». 20 августа дебютировал в команде в матче второго дивизиона против ОФК. Всего за сезон он принял участие в 14 матчах чемпионата и одной кубковой игре. В декабре 2022 года было объявлено, что Вестерман станет игроком любительского клуба ДВС '33 из Эрмело — в итоге переход состоялся в январе 2023 года.